# Gœrlingen
Goerlingen – miejscowość i gmina we Francji, w regionie Grand Est, w departamencie Dolny Ren.
Według danych na rok 1990 gminę zamieszkiwały 154 osoby, 41 os./km².